# Chaerephon jobensis
Chaerephon jobensis är en fladdermusart som först beskrevs av Miller 1902.  Chaerephon jobensis ingår i släktet Chaerephon och familjen veckläppade fladdermöss. IUCN listar arten i släktet Mops.
Artepitet är sammansatt av namnet för ön Jobi (aktuell stavning Yapen) och av det latinska ordet ensis (boende). På Yapen hittades typexemplaret.
Inga underarter finns listade i Catalogue of Life. Wilson & Reeder (2005) skiljer mellan två underarter.
Denna fladdermus förekommer i norra Australien, i vissa områden på Nya Guinea och på andra öar i regionen, bland annat Bismarckarkipelagen. I bergstrakter når arten 1400 meter över havet. Habitatet utgörs av fuktiga tropiska skogar och av skogsdungar. Chaerephon jobensis vilar i grottor, i trädens håligheter och i redskapsbyggnader.
Vid viloplatsen bildas stora kolonier. Arten jagar vanligen insekter i öppna skogar.